# Carrie Meyer
Carolyn Meyer, detta Carrie (Indianapolis, 22 agosto 1955), è un'ex tennista statunitense.

## Carriera
In carriera ha raggiunto una finale nel singolare al Majestic Tournament nel 1975, e una di doppio all'Edinburgh Cup nel 1977, in coppia con Renáta Tomanová. Nei tornei del Grande Slam ha ottenuto il suo miglior risultato raggiungendo i quarti di finale di doppio misto a Wimbledon nel 1974, in coppia con il sudafricano Rayno Seegers.

## Statistiche

### Singolare

#### Finali perse (1)
| Numero | Anno              | Torneo                      | Superficie | Avversaria in finale | Punteggio     |
| 1.     | 28 settembre 1975 | Majestic Tournament, Denver |            | Martina Navrátilová  | 6-4, 4-6, 3-6 |

### Doppio

#### Finali perse (1)
| Numero | Anno           | Torneo                   | Superficie | Compagna        | Avversarie in finale         | Punteggio     |
| 1.     | 17 giugno 1977 | Edinburgh Cup, Edimburgo |            | Renáta Tomanová | Julie Anthony Betsy Nagelsen | 1-6, 6-3, 1-6 |